# Pełnomocnik (wzorzec projektowy)
Pełnomocnik (ang. proxy) – strukturalny wzorzec projektowy, którego celem jest utworzenie obiektu zastępującego inny obiekt. Stosowany jest w celu kontrolowanego tworzenia na żądanie kosztownych obiektów oraz kontroli dostępu do nich.

## Rodzaje i zastosowanie
Istnieją cztery rodzaje tego wzorca, które jednocześnie definiują sytuacje, w których może zostać użyty:
- wirtualny – przechowuje obiekty, których utworzenie jest kosztowne; tworzy je na żądanie
- ochraniający – kontroluje dostęp do obiektu, sprawdzając, czy obiekt wywołujący ma odpowiednie prawa do obiektu wywoływanego
- zdalny – czasami nazywany ambasadorem; reprezentuje obiekty znajdujące się w innej przestrzeni adresowej
- sprytne odwołanie – czasami nazywany sprytnym wskaźnikiem; pozwala na wykonanie dodatkowych akcji podczas dostępu do obiektu, takich jak: zliczanie referencji do obiektu czy ładowanie obiektu do pamięci